# Minnesund Station
Minnesund Station (Minnesund stasjon) er en tidligere jernbanestation på Dovrebanen, der ligger ved byområdet Minnesund i Eidsvoll kommune i Norge.
Stationen blev oprettet 8. november 1880, da banen mellem Eidsvoll og Hamar stod færdig. Oprindeligt hed den Minne, men den skiftede navn til Minnesund 1. januar 1919. Stationen blev fjernstyret 22. marts 1965 og gjort ubemandet 1. juni 1970. Betjeningen med persontog ophørte 1. juni 1980, mens godstogene ophørte med at betjene stationen 30. maj 1983. Derefter har den tidligere station fungeret som fjernstyret krydsningsspor.
Stationsbygningen blev opført til åbningen i 1880 efter tegninger af Balthazar Lange. Den fik senere tilføjet en kvist efter tegninger af Paul Due. Bygningen var tidligere malet okkergul men er nu rosa.